# Shōji Yonemura
Shōji Yonemura (米村正二?, Yonemura Shōji; Fukuoka, 1964) è uno sceneggiatore giapponese.

## Biografia
È nato a Fukuoka, nell'isola di Kyūshū. È noto soprattutto per essere sceneggiatore nell'anime Pokémon.
Ha lavorato per vari film e serie televisive di anime e tokusatsu.
Ha lavorato come sceneggiatore freelance ad Arakawa e ha partecipato a vari festival cinematografici. Ha studiato con il sceneggiatore Kanji Kashiwabara.

## Filmografia
- Berserk
- Born to Be on Air!
- Cutie Honey
- Fairy Tail
- Figure 17
- Glass Fleet
- Guin Saga
- Kiseiju - L'ospite indesiderato
- Lupin III
- Monster Rancher
- Mount Head
- Mujin wakusei Survive
- Oh, mia dea!
- Otogi-jūshi Akazukin
- Pokémon
- Shibuya Fifteen
- Smile Pretty Cure!
- Stitch!
- Kamen Rider Decade
- Kamen Rider Den-O
- Kamen Rider Hibiki
- Kamen Rider Kabuto
- Kamen Rider Kiva
- Kamen Rider OOO